# Remember the Time
"Remember the Time" é uma canção de Michael Jackson incluída do álbum Dangerous de 1991. Lançado como single em 1992, "Remember the Time" foi uma tentativa bem sucedida de Michael Jackson e Teddy Riley de lançar um novo gênero musical, fato consolidado em In the Closet. A esse novo gênero eles deram o nome de New Jack Swing. Imediatamente após seu lançamento, "Remember the Time" foi alçado ao posto de hit, chegando ao #1 lugar em diversos países.

## Em turnê
A canção Remember the Time nunca foi performada em turnê, fora das turnês há somente uma performance ao vivo (no Soul Train Music Awards, em Los Angeles no ano de 1993). Remember the Time foi ensaiado na Dangerous World Tour no ano de 1992, em Neverland e Bucareste, ela seria performada na terceira fase da turnê em 1994 (mas a turnê Dangerous foi fechada em 11 de novembro de 1993 por problemas de saúde do Michael Jackson e os compromissos seguintes foram cancelados). Na turnê posterior, a HIStory World Tour, há o interlúdio da canção (Remember the Time Interlude).

## Antecedentes
"Remember the Time" foi lançado como segundo single de Dangerous, o oitavo trabalho de estúdio de Jackson, em 14 de janeiro de 1992. A canção foi composta por Jackson em parceria com Teddy Riley e Bernard Belle, que também são creditados como os produtores. "Remember the Time" possui quatro minutos de duração total. A musicalidade da canção é comparada com "Rock with You", canção de Jackson lançada em 1979 como parte do álbum Off the Wall. À época de seu lançamento, foi cogitado que a canção seria uma referência à relação de Jackson com Debbie Rower no final da década de 1980, o que veio a ser negado somente por Teddy Riley em 1996.
Por outro lado, mencionou-se que Jackson havia dedicado a canção à cantora e amiga pessoal Diana Ross. O fato foi confirmado por Jermaine Jackson em seu livro You Are Not Alone: Michael: Through a Brother's Eyes, dedicado à vida e carreira do irmão. "(...) aquela canção foi, como Michael me contou, escrita com o pensamento em Diana Ross; o grande amor que, tão distante quanto ele imaginava, havia fugido dele".

## Videoclipe

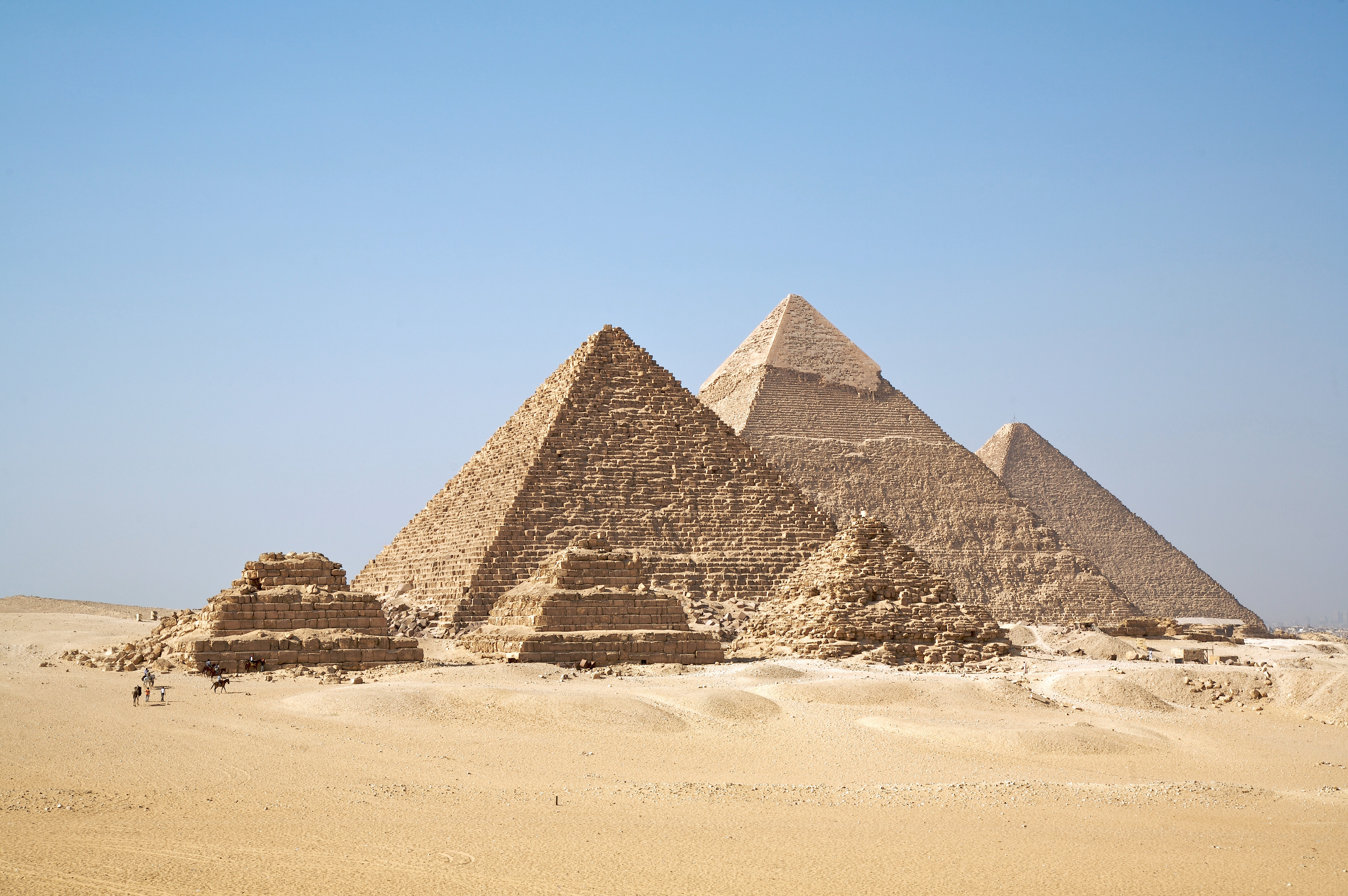
All Giza Pyramids in one shot.

O videoclipe de "Remember the Time" foi dirigido pelo melhor diretor da época, John Singleton e teve um aprimorada produção, assim como de outros vídeos de Jackson. Passado no Egito antigo, o video inclui, além de efeitos especiais e presença de celebridades como Eddie Murphy e Magic Johnson, uma complexa sequência de dança, que acabou se tornando a base de todos os outros vídeos de Dangerous. Pela primeira vez em toda sua carreira, Jackson deu um beijo na boca em público.

## Single
Remember the Time - Single
1. Silky Soul 7' – 4:21
2. New Jack Radio Mix – 4:00
3. 12' Main Mix – 4:48
4. E-Smoove's Late Nite Mix – 7:20
5. Maurice's Underground – 7:30
6. Ultimix – 11:25

## Desempenho nas paradas musicais
| Parada musical (1992)              | Posição |
| ---------------------------------- | ------- |
| Australian Singles Chart           | 1       |
| Austria Singles Chart              | 1       |
| French Singles Chart               | 1       |
| Italian Singles Chart              | 1       |
| Dutch Top 40                       | 1       |
| New Zealand Singles Chart          | 1       |
| Norway Singles Charts              | 1       |
| Spanish Singles Chart              | 1       |
| Swedish Singles Chart              | 3       |
| Swiss Singles Chart                | 1       |
| UK Singles Chart                   | 1       |
| Billboard Hot 100                  | 3       |
| Hot Dance Music/Maxi Singles Sales | 1       |
| Hot R&B/Hip-Hop Songs              | 1       |
| Dance Music/Club Play Singles      | 3       |
| Hot Adult Contemporary Tracks      | 5       |
| Parada musical (2009)              | Posição |
| Swiss Singles Chart                | 5       |
| United Kingdom Singles Charts      | 4       |

### Final do ano
| Parada musical (1992)            | Posição |
| -------------------------------- | ------- |
| Estados Unidos Billboard Hot 100 | 19      |